# Bjelasovići
Bjelasovići (en serbe cyrillique : Бјеласовићи) est un village de Bosnie-Herzégovine. Il est situé sur le territoire de la ville d'Istočno Sarajevo, dans la municipalité de Sokolac et dans la république serbe de Bosnie. Selon les premiers résultats du recensement bosnien de 2013, il compte 23 habitants.

## Géographie
Le village est situé sur les bords de la rivière Blatnica.

## Démographie

### Évolution historique de la population dans la localité
| 1948 | 1953 | 1961 | 1971 | 1981 | 1991 | 2013 |
| ---- | ---- | ---- | ---- | ---- | ---- | ---- |
| -    | -    | 182  | 192  | 150  | 114  | 23   |

|  |